# Théodore Frère
Charles-Théodore Frère (n. 21 iunie 1814, Paris, Primul Imperiu Francez – d. 24 martie 1888, Paris, Franța) a fost un pictor orientalist francez. Fratele său mai mic, Pierre-Édouard, și nepotul său și omonim, Charles Edouard Frère⁠(d), au fost, de asemenea, pictori.

## Biografie

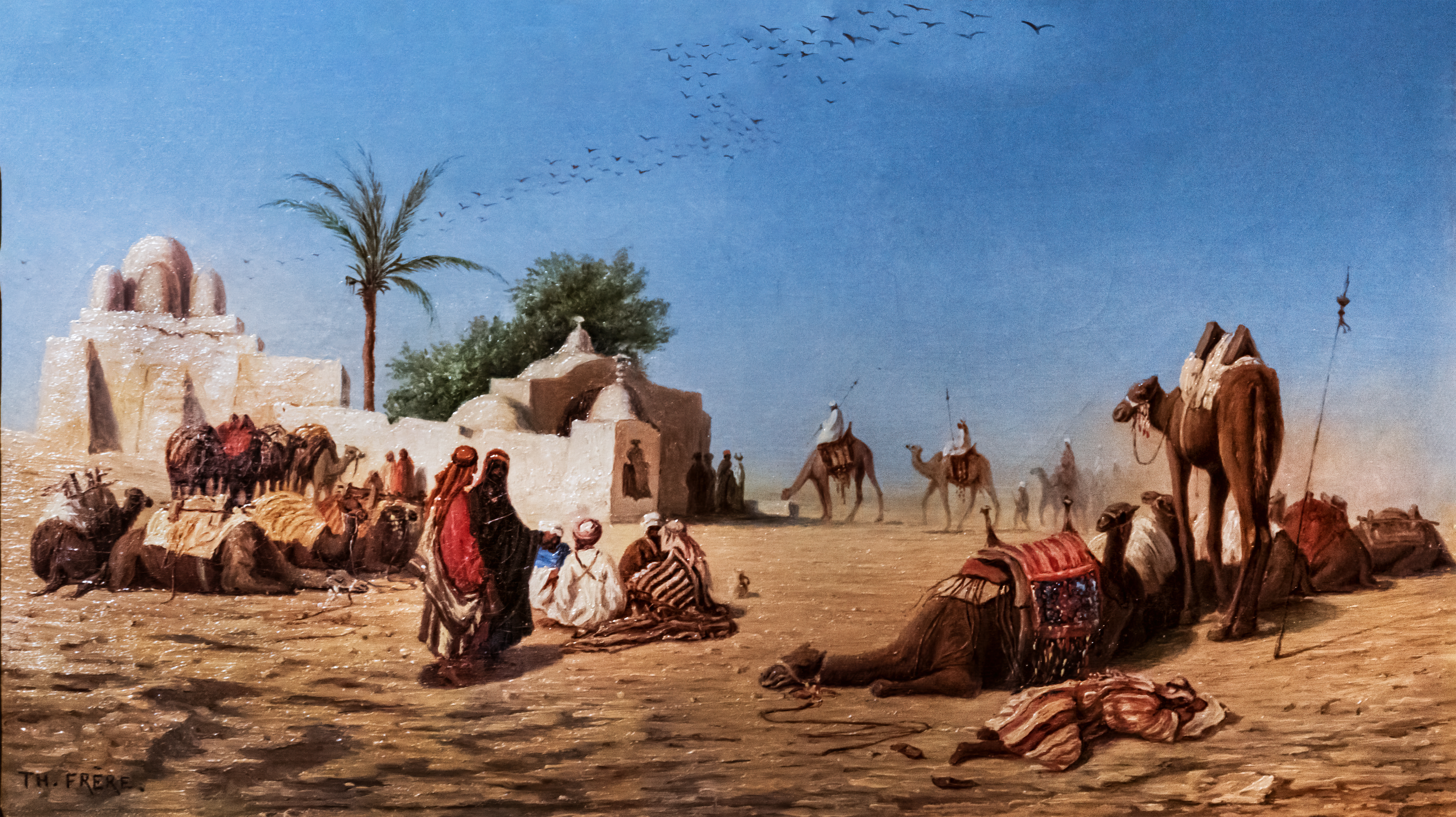
Oprirea cămilelor la un caravanserai

A fost pictor de subiecte istorice, scene de gen, scene locale, peisaje (cu figuri) și peisaje marine, acuarelist și desenator, orientalist.
Fiul unui editor de muzică din Paris, Frère a studiat la École des Beaux-Arts cu Léon Cogniet și Camille Roqueplan⁠(d).
După terminarea studiilor, a călătorit în toată Franța vizitând Alsacia - unde, la Schlestadt (1871-1918/19 Schlettstadt, din 1920 Sélestat) a realizat probabil cea mai timpurie lucrare a sa dintre cele existente și cunoscute până în prezent, poate chiar cea mai timpurie lucrare a sa (debutul său), un mic desen în creion reprezentând o fermă rurală, semnat (TH. FRÈRE), datată (1833) și intitulată (Schlestadt) -, Auvergne and Normandia .
La întoarcerea la Paris, a expus Vue des Environs de Strasbourg la Salonul de la Paris⁠(d) din 1834. Exponatele sale la Salon în anii următori au fost aproape toate picturi orientaliste, ca urmare a mai multor călătorii în Africa și Orientul Apropiat. Charles Théodore Frère a expus la Salonul de la Paris din 1834 până în 1881, a participat la Expositions Universelles din 1855, 1867 și 1878 la Paris și, până în 1887 inclusiv, la Salon des Artistes Français. A primit medalii în 1848 și 1865.
După un sejur în Alger în 1836, a plecat cu armata către Constantin, care a fost cucerită la 13 octombrie 1837, revenind la Paris în 1839. În timpul primei sale călătorii în Algeria, a finalizat lucrări pentru regele de Württemberg. În jurul anului 1851, a întreprins o nouă călătorie în Orientul Apropiat, vizitând Malta, Grecia, Egipt și Turcia, devenind unul dintre puținii artiști care au pictat Beirut, Damasc și Palmira. În 1853, a înființat un atelier la Cairo, devenind pictorul curții de acolo. Viceregele Egiptului l-a ridicat la rangul de bei.
În 1869, a călătorit din nou în Egipt, acum ca membru al grupului împărătesei Eugenie, pentru deschiderea Canalului Suez. Aceasta i-a comandat o serie de acuarele care nu i-au putut fi livrate din cauza Războiului franco-prusac din 1870. În schimb, au fost dăruite prietenului și elevului ei, marchizul de Puisaye.
Tabloul său „Apus de soare pe Nil, 1877” a fost expus la Salonul de la Paris din 1877 (cat. Nr. 872), Colecția Berko Fine Paintings - Belgia.

Apus de soare pe Nil, 1877

## Lucrări selectate
- Vue de la Ville de Constantine (1841)
- La Prize de Constantine (1843)
- Templul lui Philae
- Vue de la Mosquée Sidi Abd-Er-Raham
- Scène de marché au Caire (1864)
- Le café Jalata à Contantinople (1865)
- l'Ile de Philae (1865)
- Scène de rue au Caire (1869)
- Jérusalem vue de la vallée de Jéhosafat (c. 1881)
- Apus de soare pe Nil (c. 1877)

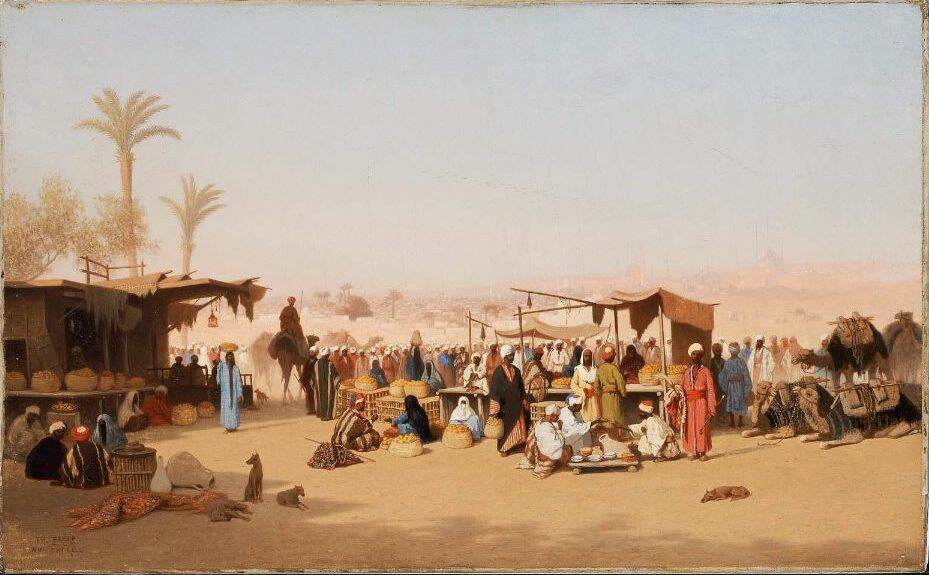
Scène de marché au Caire (1864)
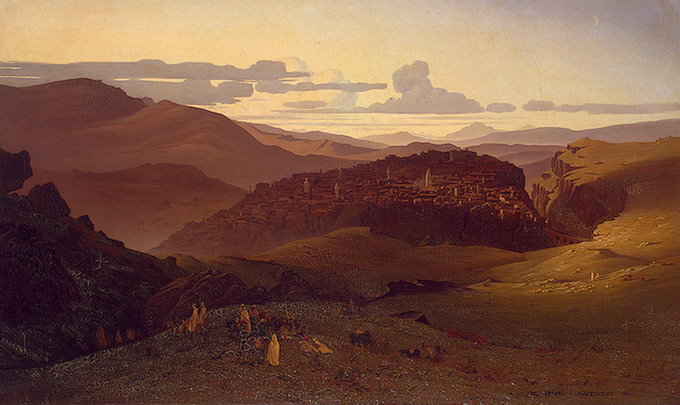
Vue de la Ville de Constantine (1841)
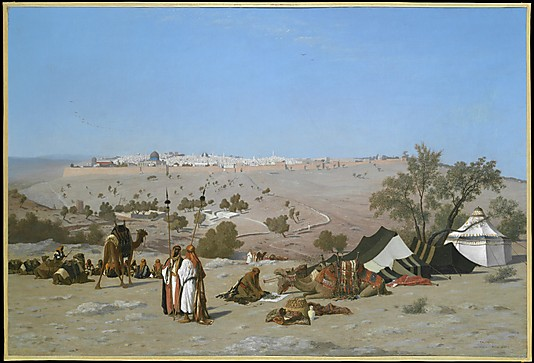
Jérusalem vue de la vallée de Jéhosafat (c. 1881)
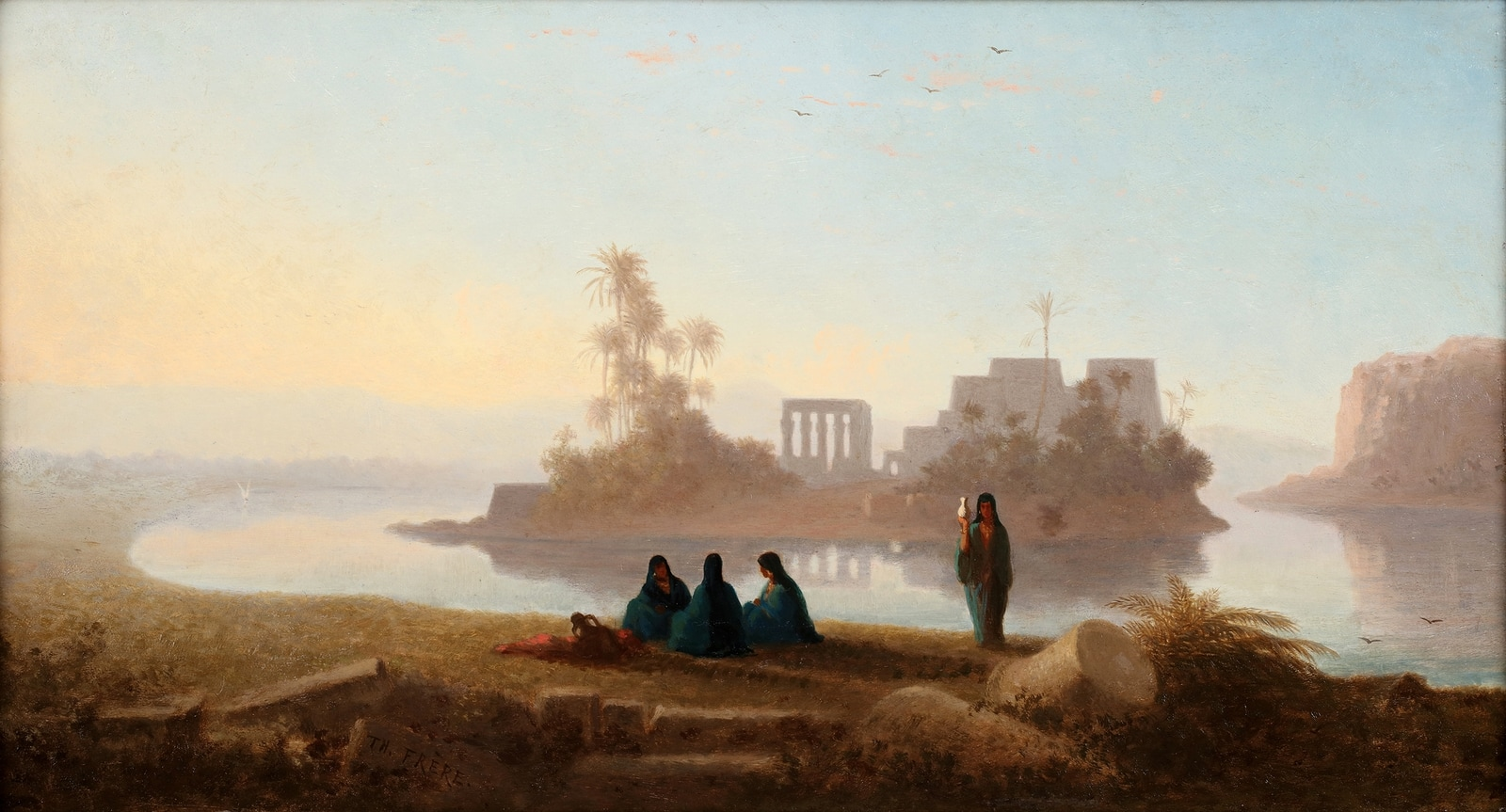
Templul lui Philae (colecția franceză)